# Amber Queen (Rose)
Die Rosensorte Amber Queen (en. amber Bernstein) ist auch unter dem Namen ’Prinz Eugen von Savoyen’ im Handel. Sie wurde vom englischen Züchter Harkness durch Kreuzung von ‚Southampton‘ × 'Typhoon' hervorgebracht und 1984 eingeführt.

## Beschreibung
Die Floribundarose blüht die ganze Saison durchgehend. Ihre bernsteinfarben, gut gefüllten Blüten haben einen angenehm würzigen Duft und sind äußerst regenfest. Die Blätter sind anfangs bronzegrün, später ledrig und dunkelgrün.
Als robuste, breitbuschig wachsende Rosensorte mit einer Wuchshöhe von ca. 40 – 60 cm ist sie für Beetpflanzungen eine beliebte Sortenwahl. Sie ist winterhart bis −23 °C (USDA-Zone 6).
2010 wurde ‚Amber Queen‘ zur ‚Platinum Rose von Den Haag‘ gekürt, ein Sonderpreis, der anlässlich der fünfzigsten Rosenschau von Den Haag vom Internationalen Auswahlkomitee an eine der bisherigen Goldenen Rosen vergeben wurde.

## Auszeichnungen
- Rose des Jahres 1984 in England
- AARS 1988
- Den Haag Goldene Rose 1991